# چوی ۵۷
چوی ۵۷ (57 Chevy) خودرویی است که در سال‌های ۱۹۵۶ تا ۱۹۵۷تولید شده‌است. است. سیستم جعبه‌دندهٔ آن ۳ دنده به صورت دستی است.

## نگارخانه

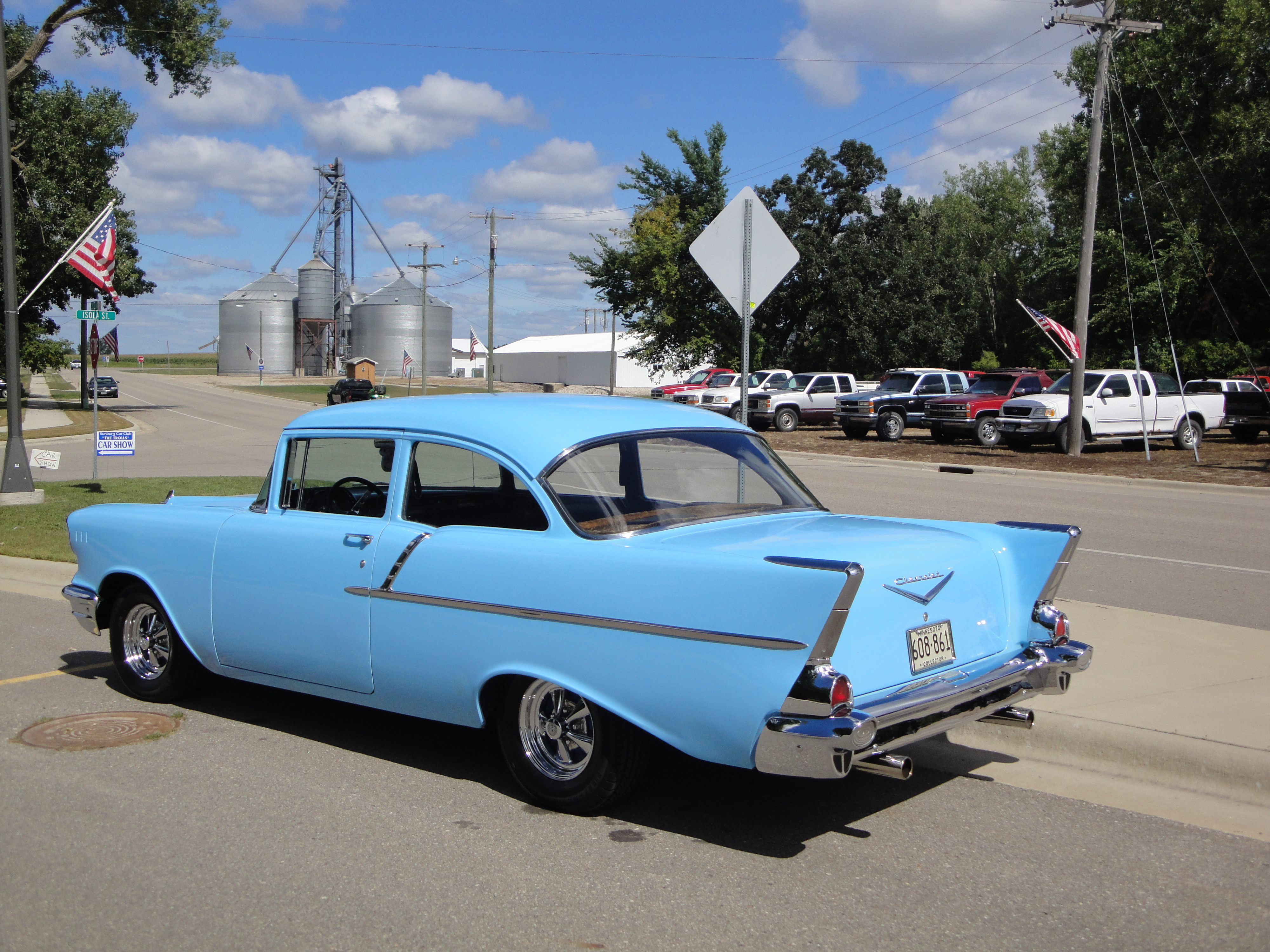
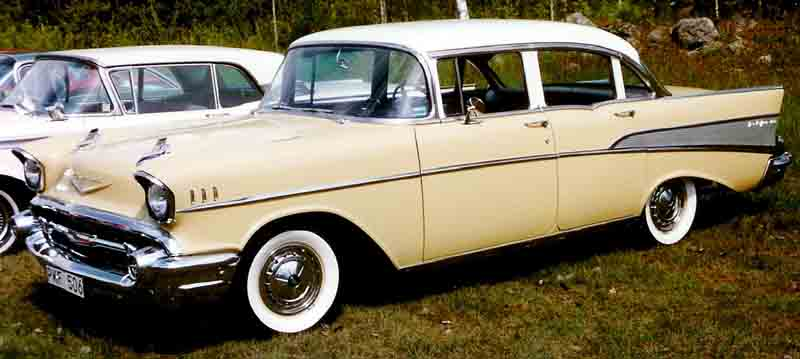
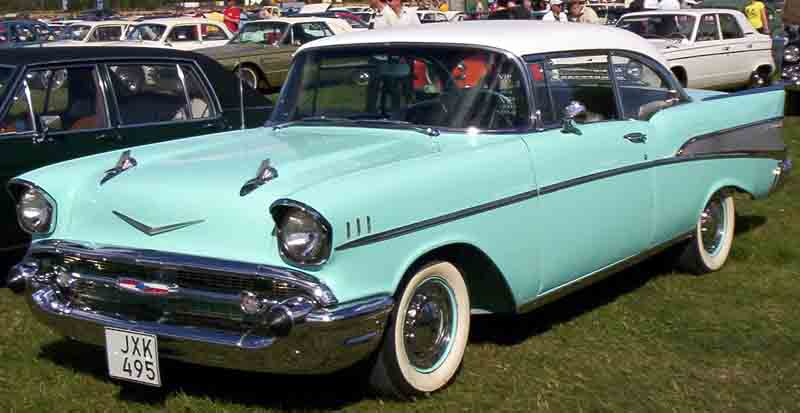
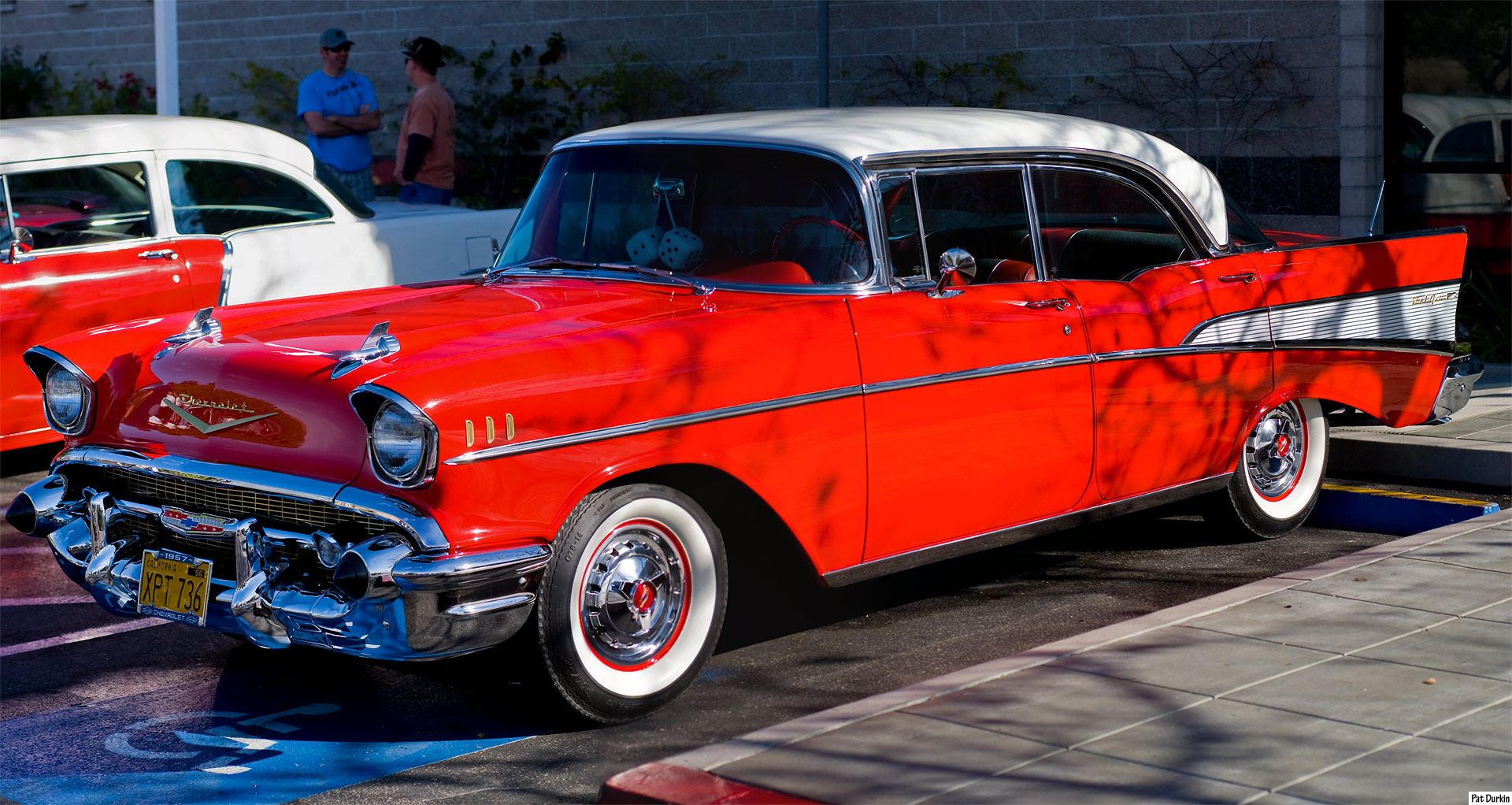
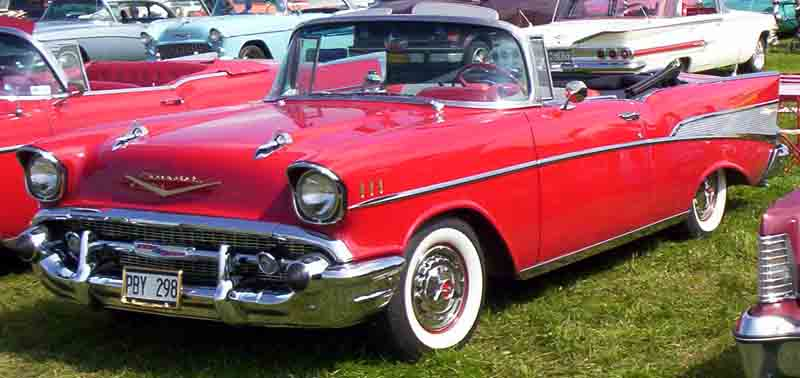
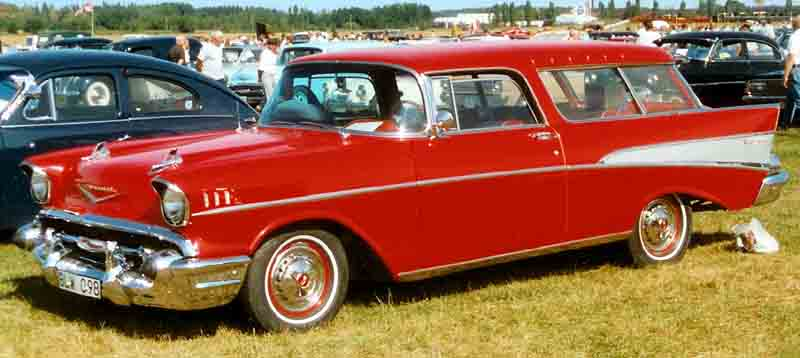
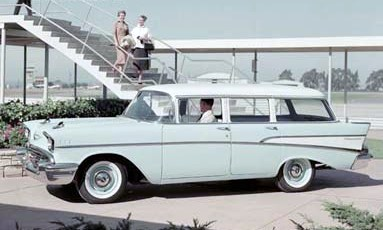
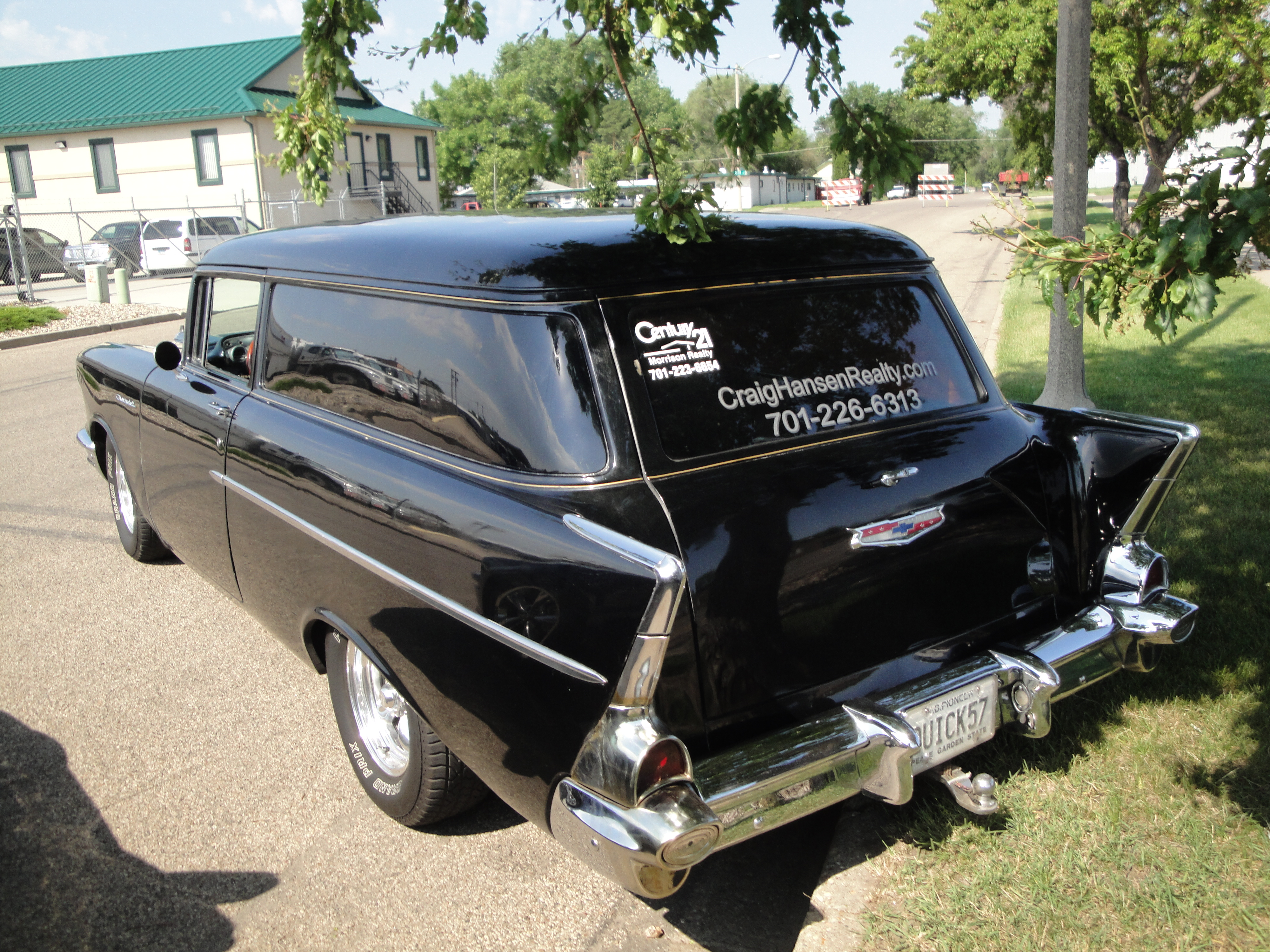